# Jack Buetel
Jack Buetel (eigentlich Warren Higgins; * 5. September 1915 in Dallas, Texas; † 27. Juni 1989 in Portland, Oregon) war ein US-amerikanischer Schauspieler.

## Leben
Buetel zog in den späten 1930er Jahren von Dallas nach Los Angeles, um dort eine Karriere als Filmschauspieler zu beginnen. Über seinen Agenten lernte er den Unternehmer und Filmproduzenten Howard Hughes kennen, der ihm schließlich einen Sieben-Jahres-Vertrag anbot. Buetel debütierte 1940 in Hughes Skandal-Film Geächtet in der Hauptrolle des Billy The Kid. Ihm zur Seite stand der aufkommende Filmstar Jane Russell. Aufgrund einiger Beanstandungen der Zensurbehörden wegen der offensiven Zurschaustellung von Jane Russells Brüsten erlebte der Film erst drei Jahre später seine Uraufführung. Im Anschluss trat Buetel der United States Navy bei und war erst 1951 wieder auf der Leinwand zu sehen.
In den folgenden Jahren drehte Buetel einige Western, konnte jedoch nicht mehr an dem Erfolg von Geächtet anknüpfen. Ab 1956 wirkte er in 25 Episoden der amerikanischen Fernsehsendung Judge Roy Bean mit und war von nun an vermehrt in Fernsehproduktion zu sehen. Seine letzte Rolle hatte er 1961 in Wagon Train und trat danach nur noch einmal, 1982 in dem TV-Special Night of 100 Stars, vor die Kamera.

## Filmografie
- 1943: Geächtet (The Outlaw) [1940 gedreht]
- 1951: Der Rächer (Best of the Badmen)
- 1952: Die Rose von Cimarron (The Rose of Cimarron)
- 1952: An der Spitze der Apachen (The Half-Breed)
- 1954: Kopfgeld 20000 Dollar (Jesse James’ Woman)
- 1954: Your Favorite Story (Fernsehserie, eine Folge)
- 1956–1957: Roy Bean, ein Richter im wilden Westen (Judge Roy Bean; Fernsehserie, 37 Folgen)
- 1958: 26 Men (Fernsehserie, zwei Folgen)
- 1959: Mustang!
- 1959: Maverick (Fernsehserie, eine Folge)
- 1959: Mackenzie’s Raiders (Fernsehserie, eine Folge)
- 1959/1961: Wagon Train (Fernsehserie, zwei Folgen)
- 1960: Hawaiian Eye (Fernsehserie, eine Folge)
- 1961: Lawman (Fernsehserie, eine Folge)